# Jean Stafford

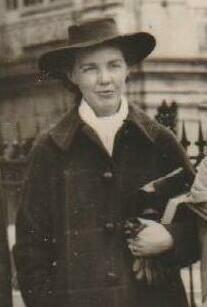
Jean Stafford, 1941

Jean Stafford (* 1. Juli 1915 in Covina, Kalifornien; † 26. März 1979 in White Plains, New York) war eine US-amerikanische Schriftstellerin, die den O.-Henry-Preis sowie den Pulitzer-Preis erhielt.

## Biografie
Jean Staffords Eltern übersiedelten nach Colorado, als Jean fünf Jahre alt war. Die Tochter des Autors eines Pulp-Magazins studierte nach dem Schulbesuch an der University of Colorado und schloss dieses Studium zunächst mit einem Bachelor of Arts (B.A.), dann 1936 mit einem Master of Arts (M.A.) ab. In dieser Zeit hielt sie sich mit einem Stipendium fünf Monate lang in Heidelberg auf.
1940 heiratete sie den knapp zwei Jahre jüngeren Dichter Robert Lowell gegen den Willen von dessen Familie und veröffentlichte mit Boston Adventure 1944 ihr Romandebüt, für das sie 1945 ein Guggenheim-Stipendium erhielt und dem 1947 mit The Mountain Lion ein weiterer Roman folgte. Jean Staffords Ehejahre mit Lowell waren zuletzt von Alkoholismus und Depressionen sowie anschließenden Klinikaufenthalten geprägt. Nachdem sie 1948 von Robert Lowell geschieden worden war, heiratete sie 1950 ihren zweiten Ehemann Oliver Jensen, einen Autor und Fotografen beim Life-Magazine. Die Scheidung dieser Ehe erfolgte jedoch bereits 1952. 1959 heiratete Jean Stafford in dritter Ehe A. J. Liebling, einen Journalisten der Zeitschrift The New Yorker, 1963 endete auch diese Ehe. In den 1960er Jahren war die Autorin auch als Lehrerin tätig.
1952 veröffentlichte Jean Stafford ihren dritten Roman The Catherine Wheel, dem 1953 unter dem Titel Children Are Bored on Sunday eine Sammlung von Kurzgeschichten sowie 1954 der Roman A Winter's Tale folgten. Für die in The New Yorker erschienene Geschichte In the Zoo erhielt sie 1955 den renommierten O.-Henry-Preis. Nach einer weiteren Sammlung von Kurzgeschichten unter dem Titel Bad Characters (1964) veröffentlichte sie 1966 unter dem Titel A Mother in History eine Biografie der Mutter von Lee Harvey Oswald, dem mutmaßlichen Mörder von John F. Kennedy. Zuletzt erschien 1969 mit Collected Stories eine dritte Sammlung von Kurzgeschichten, die 1970 mit dem Pulitzer Prize for Fiction ausgezeichnet wurde. Im selben Jahr wurde Jean Stafford in die American Academy of Arts and Letters gewählt.
Stafford verfasste zahlreiche Rezensionen in The New York Review of Books.
Ein Teil ihrer Werke –  Die Geschwister (1958), Das Katharinenrad (1959), Ein Wintermärchen und andere Erzählungen (1960) und Klapperschlangenzeit (1965) – erschien zu Lebzeiten der Autorin in deutscher Übersetzung durch Elisabeth Schnack. Zu einer "Wiederentdeckung" im deutschen Sprachraum kam es 2020 mit der Neuübersetzung von The Mountain Lion / Die Berglöwin durch Adelheid Dormagen und Jürgen Dormagen im Dörlemann Verlag. 2022 folgte der Band Das Leben ist kein Abgrund mit einer Auswahl ihrer Kurzgeschichten, ebenfalls in der Übersetzung von Adelheid und Jürgen Dormagen.
Ihre letzten Lebensjahre sollen von exzessivem Rauchen und Alkoholismus geprägt gewesen sein. Zuletzt habe sie keine Nahrung mehr zu sich genommen, sie starb an einem Kreislaufstillstand.
Der Nachlass von Jean Stafford wird an der University of Colorado, Boulder, aufbewahrt und erschlossen.

## Zitate
Jean Stafford war darüber hinaus bekannt für Zitate über sich, ihre Ehen und ihr Leben als Schriftstellerin wie:
- „Eine kleine Stille kam zwischen uns, so präzise wie ein an der Wand hängendes Bild.“ (A small silence came between us, as precise as a picture hanging on the wall.)
- „Aus allen praktischen Gründen verließ ich mein zu Hause als ich sieben Jahre alt war.“ (For all practical purposes I left home when I was 7.)
- „Für mich gibt es nichts Schlimmeres als das Wissen, dass mein Leben nicht mehr für mich bereithält als eine Schriftstellerin zu sein.“ (For me, there is nothing worse than the knowledge that my life holds nothing for me but being a writer.)
- „Von Zeit zu Zeit brauche ich eine Pause von der geistigen Tätigkeit meines Intellekts.“ (From time to time, I need a rest from the exercitation of my intellect.)
- „Er tat das was ich immer an Tun an mir brauchte: Und das war, dass er mich dominierte.“ (He does what I have always needed to have done to me, and that is that he dominates me.)
- „Ich werde erbärmlicher mit jeder Stunde.“ (I am growing meaner by the hour.)
- „Ironie, so mein Gefühl, ist eine sehr hohe Form von Moralität.“ (Irony, I feel, is a very high form of morality.)
- „Du sagst, dass du hoffst, dass man sich an mich als die beste Romanautorin meiner Generation erinnern wird. Ich lass dich jetzt und vollständig wissen, dass dies für mich absolut nichts bedeutet.“ (You say that you hope I will be recognized as the best novelist of my generation. I want you to know now and know completely that that would mean to me absolutely nothing.)

## Werke
- Die Geschwister. Roman. Aus dem Amerikanischen übersetzt von Elisabeth Schnack. Benziger Verlag, Zürich/Köln 1958.
- Das Katharinenrad. Aus dem Amerikanischen übersetzt von Elisabeth Schnack. Benziger Verlag, Zürich/Kön 1959.
- Ein Wintermärchen und andere Erzählungen. Aus dem Amerikanischen übersetzt von Elisabeth Schnack. Benziger Verlag, Zürich/Köln 1960.
- Klapperschlangenzeit. Aus dem Amerikanischen übersetzt von Elisabeth Schnack. Benziger Verlag, Zürich/Köln 1965.
- Die Berglöwin. Roman. Aus dem Amerikanischen übersetzt von Adelheid und Jürgen Dormagen. Mit einem Nachwort von Jürgen Dormagen. Dörlemann Verlag, Zürich 2020. ISBN 9783038200727
- Das Leben ist kein Abgrund. Stories. Aus dem Amerikanischen übersetzt von Adelheid und Jürgen Dormagen. Mit einem Nachwort von Jürgen Dormagen. Dörlemann Verlag, Zürich 2022. ISBN 978-3-03820-111-3

## Hintergrundliteratur
- David Roberts: Jean Stafford, a Biography (1988)[9]
- Charlotte Margolis Goodman: Jean Stafford: The Savage Heart (1990)
- Ann Hulbert: The Interior Castle: The Art and Life of Jean Stafford (1992).